# Mouchard
Mouchard ist eine französische Gemeinde im Département Jura in der Region Bourgogne-Franche-Comté. Sie gehört zum Arrondissement Dole und zum Kanton Mont-sous-Vaudrey.

## Geografie
Das Gemeindegebiet wird im Westen vom Flüsschen Larine durchquert.
Die Nachbargemeinden sind:
- Cramans im Norden,
- Port-Lesney und Pagnoz im Osten,
- Les Arsures und Aiglepierre im Süden,
- Villeneuve-d’Aval im Südwesten,
- Villers-Farlay im Westen.

### Verkehrsanbindung
Der Bahnhof von Mouchard wurde am 16. Mai 1857 als Endbahnhof der heute nicht mehr bestehenden Bahnstrecke Mouchard-Salins-les-Bains eröffnet. Heute ist er ein Fernbahnhof an den Bahnstrecken Dijon-Vallorbe und Mouchard-Bourg-en-Bresse und befindet sich auf 287 m. Als Eigentum der Réseau ferré de France wird er von der SNCF mit den Sektoren TGV Lyria und TER Franche-Comté bedient.

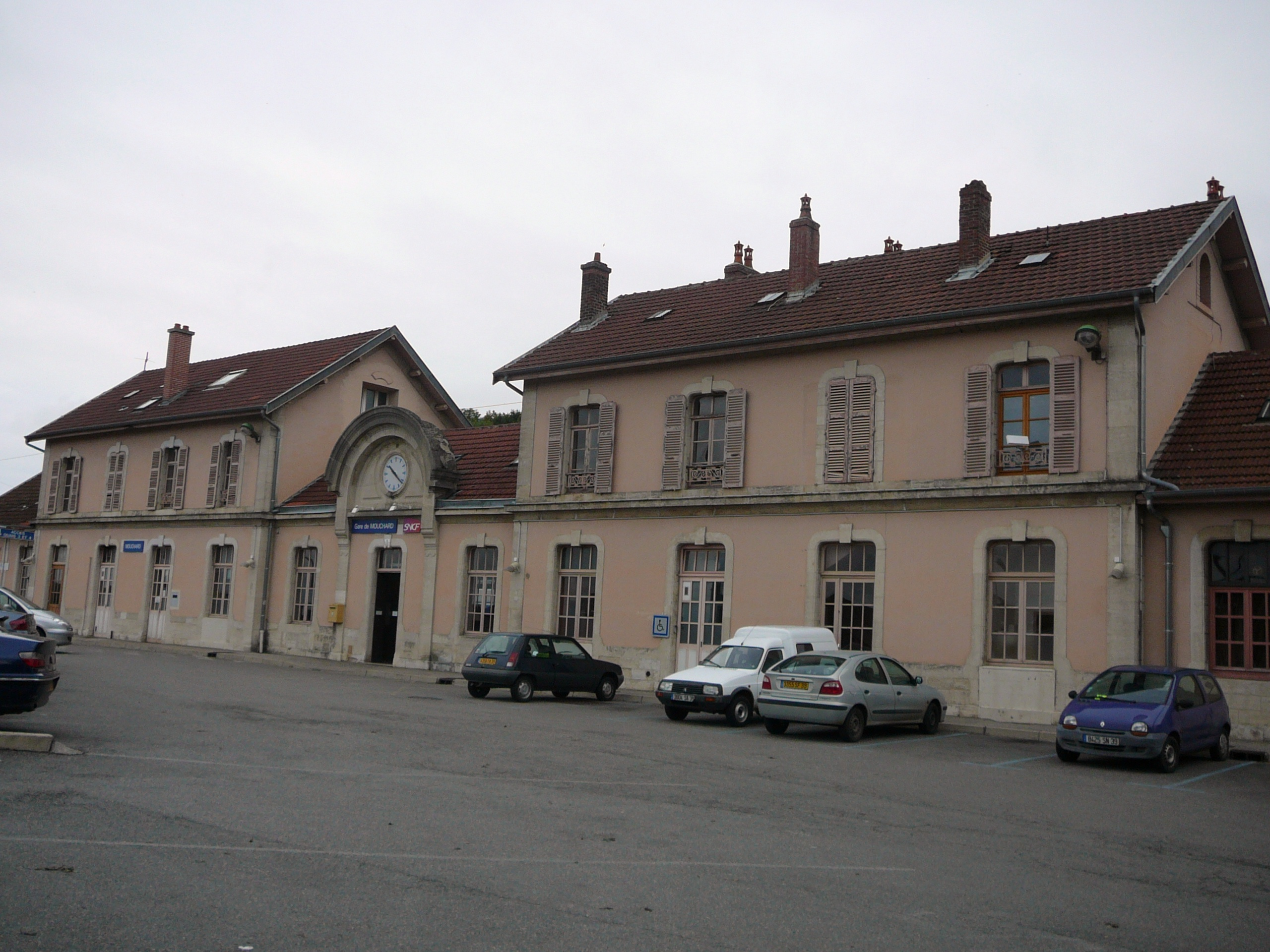
Der Bahnhof von Mouchard

## Geschichte
Als sich Frankreich im Zweiten Weltkrieg unter deutscher Besatzung befand, führte der am Bahnhof Mouchard tätige SNCF-Angestellte Joanny Mathieu, wohnhaft in Gredisans, zahlreiche Sabotageaktionen an der von den Deutschen benutzten Bahninfrastruktur durch und brachte Menschen auf der Flucht und Mitkämpfer über die Demarkationslinie. Später trat er in bewaffnete Einheiten der Résistance ein. Auch Fernand Valnet arbeitete für die Résistance. Der 1892 in La Bretenière geborene Kaufmann half Juden und politisch Verfolgten zur Flucht über die Demarkationslinien. Zwei Mal wurde er 1940 und 1941 in Mouchard von den Deutschen verhaftet. Er starb vermutlich im KZ Neuengamme.
Die bisher eigenständige Gemeinde Certéméry wurde am 15. November 1972 in Mouchard eingemeindet.

### Bevölkerungsentwicklung
| Jahr                       | 1962 | 1968 | 1975 | 1982 | 1990 | 1999 | 2008 | 2017 |
| Einwohner                  | 1079 | 1171 | 1053 | 1952 | 997  | 1018 | 1200 | 1101 |
| Quellen: Cassini und INSEE |      |      |      |      |      |      |      |      |

## Wirtschaft
Mouchard gehört zum Weinbaugebiet Côtes du Jura.